# Garrigues-Sainte-Eulalie
Garrigues-Sainte-Eulalie – miejscowość i gmina we Francji, w regionie Oksytania, w departamencie Gard.
Według danych na rok 1990 gminę zamieszkiwało 388 osób, a gęstość zaludnienia wynosiła 39 osób/km² (wśród 1545 gmin Langwedocji-Roussillon Garrigues-Sainte-Eulalie plasuje się na 574. miejscu pod względem liczby ludności, natomiast pod względem powierzchni na miejscu 759.).